# メテックス
株式会社メテックス（めてっくす 英称：METEX Corporation）は、東京都港区東麻布3-3-9アネックス麻布十番オフィスに本拠を置き、世界15ヶ国、約60社の総代理店・指定代理店として健康・快適用品、防災グッズ、ブランド製品、家庭用品、旅行用品、食品等の輸出入、販売事業を行う商社である。
関西支社（大阪市中央区本町1-5-6山甚ビル2F）、船橋物流センターのほか、海外事務所としてニューヨーク、香港に拠点を置く。